# Edith Hoffmann (Kunsthistorikerin, 1907)
Edith Hoffmann, auch Edith Hoffmann-Yapou, (geboren 24. Juli 1907 in Wien, Österreich-Ungarn; gestorben 4. Januar 2016 in Jerusalem) war eine tschechoslowakisch-britisch-israelische Kunstkritikerin und Kunsthistorikerin.

## Leben
Edith Hoffmann war eine Tochter des Schriftstellers Camill Hoffmann und der Irma Oplatka. Ihr Vater war in der Zwischenkriegszeit ab 1920 als Legationsrat an der tschechoslowakischen Botschaft in Berlin beschäftigt. Er interessierte sich für die künstlerische Arbeit Oskar Kokoschkas. Er und seine Frau wurden 1944 im KZ Auschwitz ermordet. 
Hoffmann besuchte die Neue Schule Hellerau und machte 1928 das Abitur an der Auguste-Viktoria-Schule in Berlin-Charlottenburg. Sie studierte Kunstgeschichte, Archäologie und Slawistik in Berlin, Wien und München, wo sie im Februar 1934 bei Wilhelm Pinder mit einer Dissertation über die deutsche Malerei des 18. Jahrhunderts promoviert wurde. Sie begann 1934 ein Volontariat an der Graphischen Sammlung der Veste Coburg, wurde aber aus rassistischen Gründen entlassen. Sie emigrierte daraufhin noch 1934 nach England. 
Hoffmann fand eine Beschäftigung als Praktikantin in der Graphischen Sammlung des British Museum und wurde 1938 von Herbert Read, dem Herausgeber des Burlington Magazines, als Redaktionsassistentin eingestellt. 
Sie arbeitete 1938 an den Vorbereitungen zur Ausstellung „Twentieth-Century German Art“  in den New Burlington Galleries mit, in der in Deutschland als Entartete Kunst bezeichnete Werke gezeigt wurden. Im von Fred Uhlman gegründeten „Artists' Refugee Commitee“ (ARC) half sie, die Flucht von Mitgliedern des „Oskar-Kokoschka-Bundes“ aus Prag zu organisieren. Ab 1946 fungierte sie als stellvertretende Herausgeberin des Burlington Magazine und war damit in Großbritannien die erste Frau in einer solch hervorgehobenen Position im Kulturbetrieb.
Hoffmann heiratete 1940 den aus Palästina stammenden Anwalt und späteren israelischen Diplomaten Eliezer Yapou (1908–1998). 1951 verließen sie London und lebten unter anderem in New York, Amsterdam, Südafrika, Paris und schließlich Jerusalem, wo sie bis ins hohe Alter ihre kunsthistorische Arbeit fortsetzte, Beiträge für die Encyclopaedia Hebraica und Artikel für die ARTnews und als Kunstkorrespondentin für die Neue Zürcher Zeitung schrieb und am Ende mehr als 150 Artikel, Ausstellungsberichte und Rezensionen veröffentlicht hatte.
Ihre Interessensschwerpunkte lagen in der Malerei des deutschen Expressionismus und dem künstlerischen und dem literarischen Symbolismus. Sie schrieb die Monographie „Kokoschka. Life and Work“, 1947 bei Faber & Faber erschienen, und verschiedene Artikel über Félicien Rops. 

## Schriften (Auswahl)

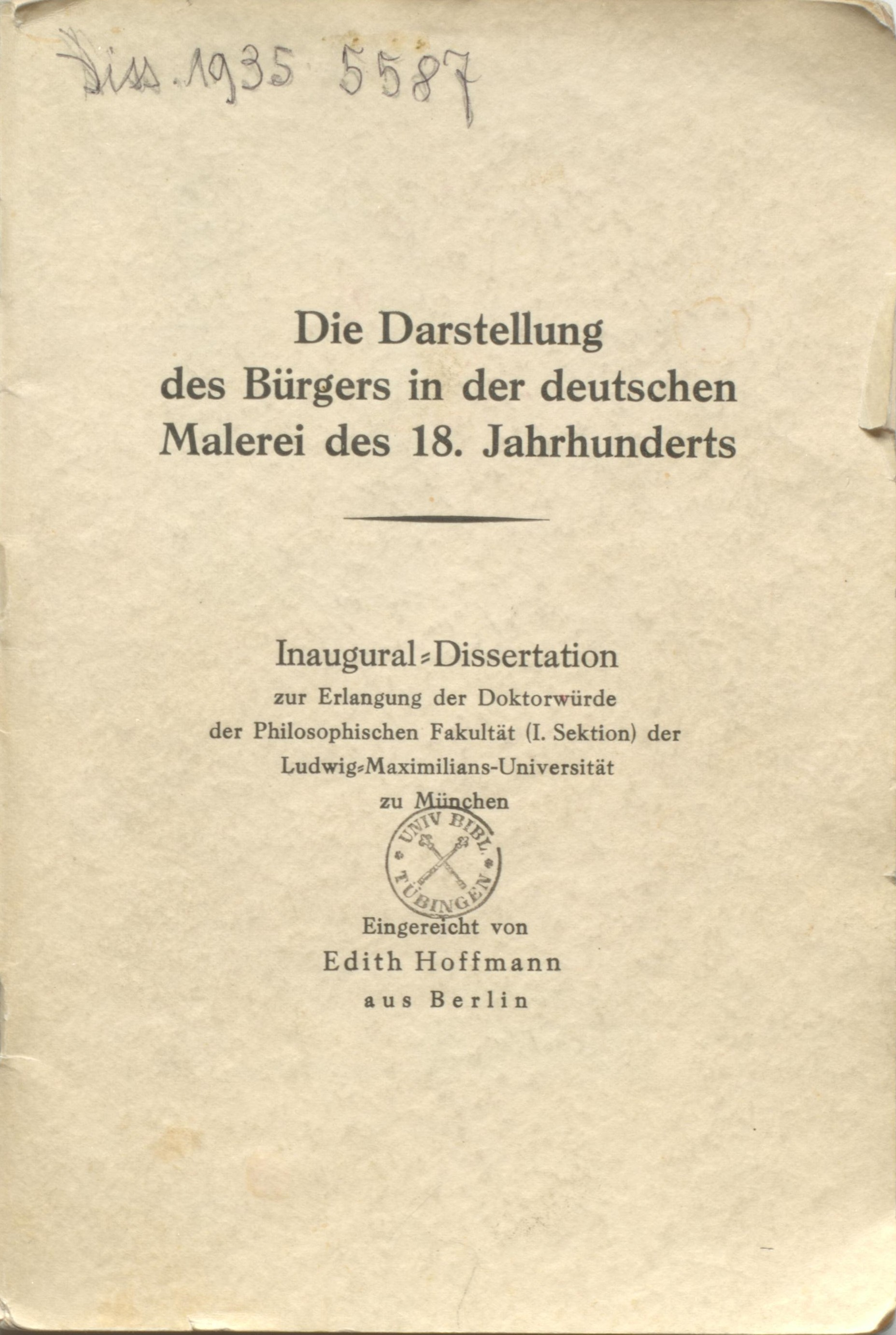
Dissertation (1934)

- Die Darstellung des Bürgers in der deutschen Malerei des 18. Jahrhunderts. München, Univ., Diss., 1934.
- Oskar Kokoschka: Life and Work. London: Faber & Faber, 1947
- (Hrsg.): Chagall. Water colours. Paris, London, 1948
- Expressionism. 1958
- Anna Ticho. Rotterdam: Museum Boymans van Beuningen, 1964

## Fotografie
Franz Pfemfert hat Hoffmann 1937/38 in London fotografiert, das Bild wird 2025 gemeinfrei.